# Didymoglossum mindorense
Didymoglossum mindorense är en hinnbräkenväxtart som först beskrevs av Christ, och fick sitt nu gällande namn av Kunio Iwatsuki. Didymoglossum mindorense ingår i släktet Didymoglossum och familjen Hymenophyllaceae. Inga underarter finns listade.